# Амфімакр
Амфіма́кр (грец. amphimakros — між довгими складами), або Кре́тик (грец. kretikos — критська стопа) — стопа античного віршування з п'яти мор, що складається з довгих та коротких складів (——U), (—U—).
В українській силабо-тоніці подеколи амфімакром називають стопу дактиля з додатковим наголосом на третьому складі або анапеста з додатковим наголосом на першому складі. Так, у віршовому рядку «Сонце краще горить — серединою дня» (Андрій Малишко) у першій стопі надсхемний наголос спостерігається на першому складі (—U—).